# Герои Социалистического Труда Челябинской области
В настоящий список включены:

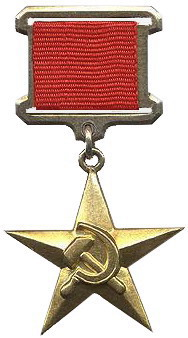
Золотая медаль «Серп и Молот»

- Герои Социалистического Труда (в том числе двое дважды Героев), на момент присвоения звания проживавшие на территории современной Челябинской области — 267 человек;
- уроженцы Челябинской области, удостоенные звания Героя Социалистического Труда в других регионах СССР, — 41 человек;
- Герои Социалистического Труда, прибывшие на постоянное проживание в Челябинскую область, — 15 человек.

Вторая и третья части списка могут быть неполными из-за отсутствия данных о месте рождения и проживания ряда Героев.
В таблицах отображены фамилия, имя и отчество Героев, должность и место работы на момент присвоения звания, дата Указа Президиума Верховного Совета СССР, отрасль народного хозяйства, место рождения/проживания, а также ссылка на биографическую статью на сайте «Герои страны». Формат таблиц предусматривает возможность сортировки по указанным параметрам путём нажатия на стрелку в нужной графе.

## История
Первыми в Челябинской области звания Героя Социалистического Труда были удостоены П. Я. Банникова и Д. А. Железнов, которым эта высшая степень отличия была присвоена Указом Президиума Верховного Совета СССР от 26 марта 1948 года за получение высоких урожаев пшеницы и ржи в 1947 году.
Подавляющее большинство Героев Социалистического Труда в Челябинской области приходится на работников металлургической отрасли — 83 человека; сельское хозяйство — 63; машиностроение — 30; строительство — 23; атомная промышленность — 19; угольная промышленность — 16; транспорт — 11; оборонная промышленность — 8; госуправление — 3; лёгкая промышленность — 2; станкостроение, энергетика, связь, газовая, лесная, пищевая промышленность, промышленность промстройматериалов, здравоохранение, образование — по 1.

## Лица, удостоенные звания Героя Социалистического Труда в Челябинской области
| №        | Фамилия, имя, отчество     | Даты жизни              | Деятельность | Дата присвоения       | Отрасль        | Место рождения         | ГС       |
| -------- | -------------------------- | ----------------------- | --- | --------------------- | -------------- | ---------------------- | -------- |
| 1        | Макеев Виктор Петрович     | 25.10.1924 — 25.10.1985 | Главный конструктор СКБ-385 Государственного комитета Совета Министров СССР по оборонной технике; главный конструктор Конструкторского бюро машиностроения Министерства общего машиностроения СССР, гор. Миасс Челябинской области | 17.06.1961 24.10.1974 | машиностроение | *Московская область    | [ ГС 1 ] |
| 1.000001 | Музруков Борис Глебович    | 11.10.1904 — 31.01.1979 | Начальник комбината № 817 Первого Главного управления при Совете Министров СССР, Челябинская область (2-я золотая звезда) | 20.01.1943 29.10.1949 | атомпром       | *Ленинградская область | [ ГС 2 ] |
| 2        | Наумкин Василий Дмитриевич | 14.01.1936 — 10.08.1993 | Газовщик Магнитогорского металлургического комбината имени В. И. Ленина Министерства чёрной металлургии СССР, Челябинская область                                                                                                  | 05.03.1976 18.09.1985 | металлургия    | *Башкортостан          | [ ГС 3 ] |
| 3        | Трашутин Иван Яковлевич    | 18.01.1906 — 06.03.1986 | Главный конструктор по моторостроению специального конструкторского бюро № 75 производственного объединения «Челябинский тракторный завод имени В. И. Ленина» Министерства оборонной промышленности СССР                           | 16.02.1966 19.01.1976 | оборонпром     | *Донецкая область      | [ ГС 4 ] |

| №   | Фамилия, имя, отчество                   | Даты жизни              | Деятельность | Дата присвоения | Отрасль            | Место рождения                 | ГС         |
| --- | ---------------------------------------- | ----------------------- | --- | --------------- | ------------------ | ------------------------------ | ---------- |
| 1   | Абдрахманова Нина Лукична                | 04.09.1938 — 15.05.2023 | Мастер Челябинского тракторного завода имени В. И. Ленина производственного объединения «Челябинский тракторный завод имени В. И. Ленина» Министерства тракторного и сельскохозяйственного машиностроения СССР              | 31.05.1983      | машиностроение     | Челябинск                      | [ ГС 5 ]   |
| 2   | Аврорин Евгений Николаевич               | 11.07.1932 — 09.01.2018 | Начальник научно-теоретического отдела НИИ-1011 Министерства среднего машиностроения СССР, гор. Снежинск Челябинской области                                                                                                | 29.07.1966      | атомпром           | *Санкт-Петербург               | [ ГС 6 ]   |
| 3   | Агаркова Акулина Михайловна              | 29.05.1907 — 14.03.1985 | Бригадир маляров строительно-монтажного управления № 2 строительного треста № 42 Челябинского совнархоза | 09.08.1958      | строительство      | Челябинская область            | [ ГС 7 ]   |
| 4   | Акимов Илья Андреевич                    | 02.08.1936 — 26.02.2016 | Старший вальцовщик Челябинского металлургического завода Министерства чёрной металлургии СССР | 05.03.1976      | металлургия        | *Москва                        | [ ГС 8 ]   |
| 5   | Аксёнов Михаил Афанасьевич               | 02.05.1917 — 02.02.1980 | Бригадир тракторной бригады Полетаевской МТС Челябинской области | 04.07.1951      | сельхоз            | Сосновский район               | [ ГС 9 ]   |
| 6   | Алевский Гаврила Васильевич              | 08.04.1924 — 17.05.2008 | Комбайнёр Краснинской МТС Верхнеуральского района Челябинской области | 05.08.1952      | сельхоз            | Верхнеуральский район          | [ ГС 10 ]  |
| 7   | Алексеев Николай Леонтьевич              | 14.04.1927 — 12.10.1987 | Комбайнёр Тарутинской МТС Чесменского района Челябинской области | 11.01.1957      | сельхоз            | *Винницкая область             | [ ГС 11 ]  |
| 8   | Алеманов Николай Фирсонович              | 19.12.1922 — 05.05.1993 | Комбайнёр совхоза «Измайловский» Кизильского района Челябинской области | 08.04.1971      | сельхоз            | Кизильский район               | [ ГС 12 ]  |
| 9   | Ананьев Александр Фёдорович              | 15.08.1926 — 12.10.2011 | Токарь-расточник Челябинского завода имени Серго Орджоникидзе Министерства машиностроения СССР | 26.04.1971      | оборонпром         | *Курганская область            | [ ГС 13 ]  |
| 10  | Анисимов Александр Давыдович             | 01.11.1909 — 12.11.1984 | Старший горновой доменной печи Магнитогорского металлургического комбината Челябинского совнархоза | 19.07.1958      | металлургия        | *Костанайская область          | [ ГС 14 ]  |
| 11  | Анкудинов Леонид Георгиевич              | 25.06.1906 — 09.01.1988 | Управляющий строительно-монтажным трестом «Магнитострой» Челябинского совнархоза | 09.08.1958      | строительство      | *Удмуртия                      | [ ГС 15 ]  |
| 12  | Антон Виктор Яковлевич                   | 20.10.1923 — 07.01.2008 | Бригадир экскаваторной бригады строительного управления «Водоканалстрой» № 1 треста «Южуралстрой» Министерства строительства предприятий тяжёлой индустрии СССР, Челябинская область                                        | 05.04.1971      | строительство      | *Николаевская область          | [ ГС 16 ]  |
| 13  | Арстынбаев Лаик Мухтарович               | 21.05.1931 — 16.02.1994 | Старший чабан совхоза «Путь Октября» Кизильского района Челябинской области | 22.03.1966      | сельхоз            | *Оренбургская область          | [ ГС 17 ]  |
| 14  | Артамонов Михаил Петрович                | 22.10.1914 — 02.02.1966 | Старший мастер мартеновского цеха Магнитогорского металлургического комбината Челябинского совнархоза | 19.07.1958      | металлургия        | *Башкортостан                  | [ ГС 18 ]  |
| 15  | Атмажитова Людмила Михайловна            | 05.12.1936 — 10.10.1999 | Доярка Тюбукского совхоза Каслинского района Челябинской области | 06.09.1973      | сельхоз            | Каслинский район               | [ ГС 19 ]  |
| 16  | Афанасьева Антонина Васильевна           | 23.11.1923 — 28.06.2008 | Доярка совхоза «Лазурный» Красноармейского района Челябинской области | 08.04.1971      | сельхоз            | *Московская область            | [ ГС 20 ]  |
| 17  | Бабаец Пётр Артемьевич                   | 24.07.1924 — 11.10.2007 | Электросварщик Челябинского завода дорожных машин имени Д. В. Колющенко Министерства строительного, дорожного и коммунального машиностроения СССР                                                                           | 23.07.1966      | машиностроение     | *Житомирская область           | [ ГС 21 ]  |
| 18  | Байкин Василий Степанович                | 23.02.1914 — 17.06.1988 | Комбайнёр Остроленской МТС Нагайбакского района Челябинской области | 05.08.1952      | сельхоз            | Нагайбакский район             | [ ГС 22 ]  |
| 19  | Бакчеева Мария Архиповна                 | род. 05.09.1945         | Доярка опытно-производственного хозяйства «Тимирязевское» Южно-Уральского научно-исследовательского института земледелия, Челябинская область                                                                               | 29.08.1986      | сельхоз            | *Мордовия                      | [ ГС 23 ]  |
| 20  | Банникова Прасковья Яковлевна            | 1904 — ????             | Звеньевая колхоза «Победа» Сосновского района Челябинской области | 26.03.1948      | сельхоз            | Сосновский район               | [ ГС 24 ]  |
| 21  | Барановский Михаил Тимофеевич            | 04.09.1912 — 05.1970    | Бригадир колхоза имени Будённого Сосновского района Челябинской области | 14.07.1951      | сельхоз            | *Смоленская область            | [ ГС 25 ]  |
| 22  | Бездельников Леонид Иванович             | 28.05.1928 — 19.12.1975 | Машинист экскаватора Бакальского рудоуправления Министерства чёрной металлургии СССР, Челябинская область | 30.03.1971      | металлургия        | Саткинский район               | [ ГС 26 ]  |
| 23  | Бердников Андрей Осипович                | 08.11.1911 — 02.01.1984 | Тракторист-комбайнёр совхоза «Победа» Кизильского района Челябинской области | 11.01.1957      | сельхоз            | Агаповский район               | [ ГС 27 ]  |
| 24  | Бойченко Яков Моисеевич                  | 26.03.1913 — 05.09.1996 | Директор совхоза «Россия» Сосновского района Челябинской области | 08.04.1971      | сельхоз            | *Костанайская область          | [ ГС 28 ]  |
| 25  | Борзенков Евгений Дмитриевич             | 21.11.1924 — 21.03.2006 | Первый горновой Магнитогорского металлургического комбината Министерства чёрной металлургии СССР, Челябинская область | 22.03.1966      | металлургия        | Верхнеуральский район          | [ ГС 29 ]  |
| 26  | Борисова Тамара Николаевна               | 28.04.1932 — 24.04.2010 | Заместитель начальника цеха завода «Магнезит» Министерства чёрной металлургии СССР, гор. Сатка Челябинской области | 30.03.1971      | металлургия        | *Минская область               | [ ГС 30 ]  |
| 27  | Боровкова Пелагея Степановна             | 06.10.1918 — 20.03.1987 | Мастер Магнитогорского метизно-металлургического завода Министерства чёрной металлургии СССР, Челябинская область | 30.03.1971      | металлургия        | *Воронежская область           | [ ГС 31 ]  |
| 28  | Бородин Василий Егорович                 | 25.12.1936 — 25.06.2004 | Горнорабочий очистного забоя шахты № 22 комбината «Челябинскуголь» Министерства угольной промышленности СССР, Челябинская область                                                                                           | 30.03.1971      | углепром           | *Тамбовская область            | [ ГС 32 ]  |
| 29  | Брайнингер Иван Александрович            | 27.04.1930 — 08.10.1984 | Проходчик горных выработок шахты «Красная горнячка» треста «Копейскуголь» комбината «Челябинскуголь» Министерства угольной промышленности СССР, Челябинская область                                                         | 29.06.1966      | углепром           | *Саратовская область           | [ ГС 33 ]  |
| 30  | Брохович Борис Васильевич                | 12.04.1916 — 15.06.2004 | Главный инженер химического комбината «Маяк» Министерства среднего машиностроения СССР, Челябинская область | 29.07.1966      | атомпром           | *Псковская область             | [ ГС 34 ]  |
| 31  | Буднев Николай Макарович                 | 02.03.1931 — 11.03.1991 | Дежурный по горке станции Челябинск Южно-Уральской железной дороги, Челябинская область | 01.08.1959      | транспорт          | Сосновский район               | [ ГС 35 ]  |
| 32  | Букатин Юрий Васильевич                  | 04.11.1930 — 15.07.2005 | Директор совхоза «Урал» Кизильского района Челябинской области | 23.12.1976      | сельхоз            | Кизильский район               | [ ГС 36 ]  |
| 33  | Бутов Владимир Иванович                  | 25.10.1934 — 06.11.1999 | Генеральный конструктор Головного специализированного конструкторского бюро «Трансдизель» Министерства тракторного и сельскохозяйственного машиностроения СССР, гор. Челябинск                                              | 05.12.1985      | машиностроение     | *Воронежская область           | [ ГС 37 ]  |
| 34  | Буторин Прохор Андрианович               | 1901—1968               | Комбайнёр Уйской МТС Колхозного района Челябинской области | 08.06.1951      | сельхоз            | Уйский район                   | [ ГС 38 ]  |
| 35  | Вавилов Сергей Николаевич                | 09.09.1917 — 18.04.1984 | Сталевар мартеновского цеха Магнитогорского металлургического комбината Челябинского совнархоза | 19.07.1958      | металлургия        | *Орловская область             | [ ГС 39 ]  |
| 36  | Васильев Александр Александрович         | 12.02.1919 — 08.06.1993 | Комбайнёр Кизильской МТС Кизильского района Челябинской области | 11.01.1957      | сельхоз            | Кизильский район               | [ ГС 40 ]  |
| 37  | Васильев Владимир Григорьевич            | род. 1928               | Сварщик стана Челябинского трубопрокатного завода Министерства чёрной металлургии СССР | 29.12.1973      | металлургия        | *Курганская область            |            |
| 38  | Васильев Николай Николаевич              | 18.05.1910 — 27.05.1978 | Комбайнёр Остроленской МТС Нагайбакского района Челябинской области | 05.08.1952      | сельхоз            | Нагайбакский район             | [ ГС 41 ]  |
| 39  | Верещагин Фёдор Фомич                    | 02.02.1927 — 27.03.1991 | Бригадир экскаваторной бригады строительного управления «Земстрой-1» треста «Южуралспецстрой» Министерства строительства предприятий тяжёлой индустрии СССР, гор. Челябинск                                                 | 16.03.1976      | строительство      | *Курганская область            | [ ГС 42 ]  |
| 40  | Вертянкин Леонтий Трофимович             | 10.02.1928 — 15.03.2008 | Старший агломератчик Магнитогорского металлургического комбината имени В. И. Ленина Министерства чёрной металлургии СССР, Челябинская область                                                                               | 30.03.1971      | металлургия        | *Самарская область             | [ ГС 43 ]  |
| 41  | Воронов Феодосий Дионисьевич             | 28.01.1904 — 05.10.1975 | Директор Магнитогорского металлургического комбината Челябинского совнархоза | 19.07.1958      | металлургия        | *Днепропетровская область      | [ ГС 44 ]  |
| 42  | Гаврюшин Иван Фролович                   | 21.12.1925 — 03.12.1981 | Начальник дистанции контактной сети Бердяушского участка энергоснабжения Южно-Уральской железной дороги, Челябинская область                                                                                                | 04.08.1966      | транспорт          | *Ульяновская область           | [ ГС 45 ]  |
| 43  | Галкин Дмитрий Прохорович                | 17.03.1926 — 20.12.2014 | Директор Магнитогорского металлургического комбината имени В. И. Ленина Министерства чёрной металлургии СССР, Челябинская область                                                                                           | 05.03.1976      | металлургия        | *Свердловская область          | [ ГС 46 ]  |
| 44  | Геранькин Геннадий Иванович              | 01.08.1936 — 07.03.1994 | Комбайнёр колхоза «Россия» Варненского района Челябинской области | 13.03.1981      | сельхоз            | Варненский район               | [ ГС 47 ]  |
| 45  | Гиблов Алексей Васильевич                | 15.06.1914 — 22.05.1986 | Кузнец кузнечно-прессового цеха Чебаркульского металлургического завода, Челябинская область | 19.07.1958      | металлургия        | *Московская область            | [ ГС 48 ]  |
| 46  | Глушко Владимир Петрович                 | 1916 — ????             | Начальник Челябинского вагонного депо Южно-Уральской железной дороги, Челябинская область | 01.08.1959      | транспорт          | *Донецкая область              | [ ГС 49 ]  |
| 47  | Голубков Илья Васильевич                 | 26.07.1924 — 12.09.1998 | Бригадир совхоза «Боровой» Брединского района Челябинской области | 23.06.1966      | сельхоз            | Октябрьский район              | [ ГС 50 ]  |
| 48  | Гончарук Степан Илларионович             | 25.01.1925 — 16.10.2001 | Старший вальцовщик трубопрокатного цеха Челябинского трубопрокатного завода Челябинского совнархоза | 19.07.1958      | металлургия        | *Кировоградская область        | [ ГС 51 ]  |
| 49  | Горбунов Анатолий Прокопьевич            | 27.11.1924 — 20.06.2007 | Сталевар мартеновского цеха Ашинского металлургического завода Челябинского совнархоза | 19.07.1958      | металлургия        | *Курганская область            | [ ГС 52 ]  |
| 50  | Горковлюк Лука Петрович                  | 09.09.1907 — 30.07.1968 | Комбайнёр Чебаркульской МТС Каракульского района Челябинской области | 11.01.1957      | сельхоз            | *Винницкая область             | [ ГС 53 ]  |
| 51  | Горяйнов Пётр Тихонович                  | 10.09.1927 — 01.09.2005 | Тракторист-машинист совхоза «Березинский» Чесменского района Челябинской области | 23.12.1976      | сельхоз            | *Воронежская область           | [ ГС 54 ]  |
| 52  | Гречкин Павел Игнатьевич                 | 19.05.1900 — 03.05.1970 | Бригадир каменщиков трубосварочного цеха Челябинского трубопрокатного завода Челябинского совнархоза | 19.07.1958      | металлургия        | *Башкортостан                  | [ ГС 55 ]  |
| 53  | Григорьев Иван Васильевич                | 01.10.1933 — 06.05.2014 | Директор государственного племенного завода «Россия», Сосновский район Челябинской области | 26.03.1991      | сельхоз            | *Башкортостан                  | [ ГС 56 ]  |
| 54  | Громов Борис Вениаминович                | 17.07.1909 — 13.04.1984 | Главный инженер радиохимического завода (объект «Б») комбината № 817 Первого главного управления при Совете Министров СССР, Челябинская область                                                                             | 29.10.1949      | атомпром           | *Самарская область             | [ ГС 57 ]  |
| 55  | Грязин Илья Макарович                    | 1908 — 08.05.1991       | Мастер электросталеплавильного цеха Златоустовского металлургического завода Челябинского совнархоза | 19.07.1958      | металлургия        | *Марий Эл                      | [ ГС 58 ]  |
| 56  | Гусак Дмитрий Васильевич                 | 1907 — ????             | Машинист крана мостобазы № 12 Министерства транспортного строительства СССР, гор. Челябинск | 14.08.1962      | строительство      | *Черкасская область            | [ ГС 59 ]  |
| 57  | Гусаров Владимир Николаевич              | 15.04.1911 — 30.01.1998 | Директор Челябинского завода ферросплавов Челябинского совнархоза | 19.07.1958      | металлургия        | *Курганская область            | [ ГС 60 ]  |
| 58  | Густоев Василий Михайлович               | 25.12.1925 — 17.06.2007 | Слесарь-наладчик Уральского автомобильного завода Министерства автомобильной промышленности СССР, гор. Миасс Челябинской области                                                                                            | 11.03.1976      | машиностроение     | Миасс                          | [ ГС 61 ]  |
| 59  | Дворжецкий Иван Александрович            | 02.07.1903 — 13.07.1972 | Каменщик строительного управления «Жилстрой» № 1 треста «Челябметаллургстрой» Челябинского совнархоза | 09.08.1958      | строительство      | *Винницкая область             | [ ГС 62 ]  |
| 60  | Дедюрин Фёдор Куприянович                | 07.12.1917 — 27.02.1981 | Старший оператор прокатного цеха Златоустовского металлургического завода Челябинского совнархоза | 19.07.1958      | металлургия        | Златоуст                       | [ ГС 63 ]  |
| 61  | Дейнеко Григорий Фёдорович               | 07.02.1907 — 27.02.1984 | Директор Уйского совхоза Уйского района Челябинской области | 22.03.1966      | сельхоз            | *Черниговская область          | [ ГС 64 ]  |
| 62  | Дёмкин Алексей Михайлович                | 17.03.1925 — 15.04.1997 | Бригадир каменщиков строительного управления № 7 треста «Магнитострой» Министерства строительства предприятий тяжёлой индустрии СССР, гор. Магнитогорск Челябинской области                                                 | 05.04.1971      | строительство      | *Орловская область             | [ ГС 65 ]  |
| 63  | Диденко Степан Яковлевич                 | 06.01.1924 — 13.04.1991 | Старший оператор блюминга Магнитогорского металлургического комбината Челябинского совнархоза | 19.07.1958      | металлургия        | *Акмолинская область           | [ ГС 66 ]  |
| 64  | Дмитриев Иван Андреевич                  | 07.01.1928 — 08.06.2004 | Мастер Магнитогорского металлургического комбината имени В. И. Ленина Министерства чёрной металлургии СССР, Челябинская область                                                                                             | 29.12.1973      | металлургия        | *Псковская область             | [ ГС 67 ]  |
| 65  | Доброносов Николай Иванович              | 18.12.1925 — 21.09.2017 | Токарь Копейского машиностроительного завода имени С. М. Кирова Министерства тяжёлого, энергетического и транспортного машиностроения СССР, Челябинская область                                                             | 05.04.1971      | машиностроение     | *Одесская область              | [ ГС 68 ]  |
| 66  | Добрынин Алексей Иванович                | 13.02.1930 — 09.04.2023 | Машинист экскаватора угольного карьера № 1—2 треста «Коркинуголь» комбината «Челябинскуголь» Министерства угольной промышленности СССР, Челябинская область                                                                 | 29.06.1966      | углепром           | *Оренбургская область          | [ ГС 69 ]  |
| 67  | Довыдов Михаил Тихонович                 | 24.12.1919 — 27.12.1969 | Комбайнёр Верхне-Уральской МТС Челябинской области | 05.08.1952      | сельхоз            | *Оренбургская область          | [ ГС 70 ]  |
| 68  | Дорогобид Григорий Макарович             | 18.11.1911 — 20.07.1994 | Начальник коксохимического производства Магнитогорского металлургического комбината Министерства чёрной металлургии СССР, Челябинская область                                                                               | 22.03.1966      | металлургия        | *Днепропетровская область      | [ ГС 71 ]  |
| 69  | Дощечкин Анатолий Фёдорович              | род. 05.07.1944         | Вальцовщик Магнитогорского металлургического комбината имени В. И. Ленина Министерства металлургии СССР, Челябинская область                                                                                                | 28.06.1991      | металлургия        | Магнитогорск                   | [ ГС 72 ]  |
| 70  | Дроздов Прокофий Григорьевич             | 21.04.1915 — 09.02.1987 | Начальник автоколонны № 1220 Министерства автомобильного транспорта РСФСР, Челябинская область | 04.05.1971      | транспорт          | *Приморский край               | [ ГС 73 ]  |
| 71  | Дружинин Фёдор Афанасьевич               | 13.02.1926 — 24.08.1996 | Старший вальцовщик калибровочного стана Челябинского трубопрокатного завода Министерства чёрной металлургии СССР | 30.03.1971      | металлургия        | *Курганская область            | [ ГС 74 ]  |
| 72  | Дрязгов Василий Яковлевич                | 29.04.1927 — 20.06.2007 | Кузнец-штамповщик Челябинского кузнечно-прессового завода Министерства автомобильной промышленности СССР | 22.08.1966      | машиностроение     | Красноармейский район          | [ ГС 75 ]  |
| 73  | Епифанов Николай Владимирович            | 1919 — ????             | Машинист турбинного цеха Южно-Уральской ГРЭС Челябэнерго Министерства энергетики и электрификации СССР, Челябинская область                                                                                                 | 04.10.1966      | энергетика         | *Архангельская область         |            |
| 74  | Еримов Юрий Александрович                | 18.04.1925 — ????       | Дубильщик Челябинского кожевенного завода Министерства лёгкой промышленности РСФСР | 09.06.1966      | легпром            | Челябинск                      | [ ГС 76 ]  |
| 75  | Есин Николай Александрович               | 20.04.1927 — 07.10.2017 | Бригадир бетонщиков строительно-монтажного управления № 9 строительного треста № 42 Главюжуралстроя Министерства строительства предприятий тяжёлой индустрии СССР, гор. Челябинск                                           | 08.01.1974      | строительство      | *Тамбовская область            | [ ГС 77 ]  |
| 76  | Еферин Анатолий Фомич                    | 21.10.1932 — 21.08.2014 | Машинист крана-трубоукладчика строительного управления № 1 треста «Уралнефтегазстрой» Министерства газовой промышленности СССР, гор. Челябинск                                                                              | 01.07.1966      | газпром            | *Хабаровский край              | [ ГС 78 ]  |
| 77  | Жарков Никита Яковлевич                  | 29.11.1906 — 01.02.1966 | Председатель колхоза «Заветы Ленина» Брединского района Челябинской области | 11.01.1957      | сельхоз            | Кизильский район               | [ ГС 79 ]  |
| 78  | Железнов Дмитрий Алексеевич              | 1905—1953               | Бригадир колхоза «Красный казак» Кизильского района Челябинской области | 26.03.1948      | сельхоз            | Кизильский район               | [ ГС 80 ]  |
| 79  | Жеребкин Яков Васильевич                 | 29.02.1912 — 10.12.2001 | Председатель колхоза «Красный боец» Чесменского района Челябинской области | 11.01.1957      | сельхоз            | *Харьковская область           | [ ГС 81 ]  |
| 80  | Жуков Иван Степанович                    | 12.09.1917 — 15.11.1991 | Бригадир колхоза имени Ленина Кизильского района Челябинской области | 19.04.1967      | сельхоз            | Кизильский район               | [ ГС 82 ]  |
| 81  | Жуков Павел Степанович                   | 01.06.1938 — 15.06.2005 | Фрезеровщик Симского механического завода Министерства авиационной промышленности СССР, Челябинская область | 29.03.1976      | машиностроение     | Ашинский район                 | [ ГС 83 ]  |
| 82  | Зайченко Георгий Васильевич              | 10.06.1915 — 17.07.2004 | Директор Челябинского тракторного завода Министерства тракторного и сельскохозяйственного машиностроения СССР | 05.08.1966      | машиностроение     | *Донецкая область              | [ ГС 84 ]  |
| 83  | Заплатин Александр Антонович             | 06.12.1936 — 18.11.1997 | Директор совхоза «Измайловский» Кизильского района Челябинской области | 26.12.1990      | сельхоз            | Кизильский район               | [ ГС 85 ]  |
| 84  | Запорожец Александра Андрияновна         | 01.05.1920 — 14.07.2009 | Фрезеровщица Челябинского завода имени Серго Орджоникидзе Министерства оборонной промышленности СССР | 28.07.1966      | оборонпром         | *Курганская область            | [ ГС 86 ]  |
| 85  | Запускалов Иван Семёнович                | 02.09.1912 — 16.05.1991 | Комбайнёр зернового совхоза «Петропавловский» Министерства совхозов СССР, Верхнеуральский район Челябинской области | 12.06.1952      | сельхоз            | Пластовский район              | [ ГС 87 ]  |
| 86  | Захаренков Александр Дмитриевич          | 18.02.1921 — 25.03.1989 | Главный конструктор НИИ-1011 Министерства среднего машиностроения СССР, Челябинская область | 17.06.1961      | атомпром           | *Смоленская область            | [ ГС 88 ]  |
| 87  | Захаров Сергей Александрович             | род. 17.03.1947         | Токарь производственного объединения «Завод имени Серго Орджоникидзе» Министерства машиностроения СССР, гор. Челябинск | 13.05.1985      | оборонпром         | *Татарстан                     | [ ГС 89 ]  |
| 88  | Земцов Пётр Дмитриевич                   | 23.04.1926 — 24.04.1992 | Старший плавильщик Челябинского электрометаллургического комбината Министерства чёрной металлургии СССР | 30.03.1971      | металлургия        | *Пензенская область            | [ ГС 90 ]  |
| 89  | Зимин Николай Яковлевич                  | 23.11.1933 — 20.02.2015 | Вальцовщик Магнитогорского металлургического комбината имени В. И. Ленина Министерства чёрной металлургии СССР, Челябинская область                                                                                         | 28.01.1982      | металлургия        | Магнитогорск                   | [ ГС 91 ]  |
| 90  | Зубакин Василий Николаевич               | 25.01.1925 — 01.08.1986 | Старший сталевар Челябинского металлургического завода Министерства чёрной металлургии СССР | 22.03.1966      | металлургия        | *Курганская область            | [ ГС 92 ]  |
| 91  | Зуев Василий Петрович                    | 04.05.1927 — 13.09.2015 | Машинист тушильного вагона Магнитогорского металлургического комбината имени В. И. Ленина Министерства чёрной металлургии СССР, Челябинская область                                                                         | 30.03.1971      | металлургия        | *Брянская область              | [ ГС 93 ]  |
| 92  | Зуев Иван Никитович                      | 02.06.1918 — 23.03.1990 | Председатель колхоза «Новый труд» Варненского района Челябинской области | 11.01.1957      | сельхоз            | Варненский район               | [ ГС 94 ]  |
| 93  | Исаков Павел Павлович                    | 11.01.1918 — 22.02.1999 | Главный конструктор Челябинского тракторного завода имени В. И. Ленина Министерства тракторного и сельскохозяйственного машиностроения СССР                                                                                 | 05.04.1971      | машиностроение     | *Санкт-Петербург               | [ ГС 95 ]  |
| 94  | Кавалеров Пётр Алексеевич                | 01.07.1928 — 10.02.1994 | Навалоотбойщик шахты № 45 треста «Копейскуголь» комбината «Челябинскуголь» Министерства угольной промышленности СССР, Челябинская область                                                                                   | 26.04.1957      | углепром           | *Смоленская область            | [ ГС 96 ]  |
| 95  | Каргин Виктор Егорович                   | 25.10.1932 — 21.05.2004 | Первый заместитель генерального конструктора по наземной экспериментальной отработке Конструкторского бюро машиностроения Министерства общего машиностроения СССР, Челябинская область                                      | 08.06.1978      | машиностроение     | *Ульяновская область           | [ ГС 97 ]  |
| 96  | Карпов Николай Борисович                 | 10.09.1909 — 26.05.1996 | Начальник комбината «Челябинскуголь» Министерства угольной промышленности восточных районов СССР, Челябинская область | 28.08.1948      | углепром           | *Донецкая область              | [ ГС 98 ]  |
| 97  | Качинский Станислав Витальевич           | 27.05.1934 — 17.09.2013 | Авиационный техник Челябинского объединённого отряда Уральского управления гражданской авиации Министерства гражданской авиации СССР                                                                                        | 04.02.1983      | транспорт          | Троицк                         | [ ГС 99 ]  |
| 98  | Кашников Василий Ильич                   | 1920 — ????             | Комбайнёр Измайловской МТС Кизильского района Челябинской области | 11.01.1957      | сельхоз            | Кизильский район               | [ ГС 100 ] |
| 99  | Киреев Шаймухамед Шагизиганович          | 05.06.1922 — 26.02.1993 | Раскряжёвщик Уфалейского леспромхоза Министерства лесной и деревообрабатывающей промышленности СССР, Челябинская область | 07.05.1971      | леспром            | *Башкортостан                  | [ ГС 101 ] |
| 100 | Кислицын Владимир Александрович          | 14.07.1926 — 06.07.2007 | Кузнец Челябинского тракторного завода Министерства тракторного и сельскохозяйственного машиностроения СССР | 05.08.1966      | машиностроение     | *Кировская область             | [ ГС 102 ] |
| 101 | Клейман Владимир Леонидович              | 11.11.1930 — 07.04.2014 | Первый заместитель генерального конструктора — заместитель начальника Конструкторского бюро машиностроения Министерства общего машиностроения СССР, Челябинская область                                                     | 17.02.1975      | машиностроение     | *Кемеровская область           | [ ГС 103 ] |
| 102 | Кнутарёва Ольга Павловна                 | 06.09.1926 — 27.06.2010 | Доярка совхоза «Россия» Сосновского района Челябинской области | 22.03.1966      | сельхоз            | Сосновский район               | [ ГС 104 ] |
| 103 | Князькин Иван Петрович                   | 03.06.1922 — 12.10.1989 | Газосварщик Челябинского тракторного завода имени В. И. Ленина Министерства тракторного и сельскохозяйственного машиностроения СССР                                                                                         | 05.04.1971      | машиностроение     | *Ульяновская область           | [ ГС 105 ] |
| 104 | Ковалёв Иосиф Иванович                   | 23.09.1912 — 06.05.1996 | Тракторист Брединского совхоза Брединского района Челябинской области | 11.01.1957      | сельхоз            | Варненский район               | [ ГС 106 ] |
| 105 | Козлович Сергей Алексеевич               | 21.10.1938 — 04.10.2000 | Плотник строительного управления № 3 строительно-монтажного треста «Магнитострой» Российской государственной строительно-промышленной ассоциации «Росуралсибстрой», гор. Магнитогорск Челябинской области                   | 30.07.1991      | строительство      | *Омская область                | [ ГС 107 ] |
| 106 | Колесников Павел Сергеевич               | 27.12.1924 — 12.09.2007 | Заместитель главного конструктора по лётным испытаниям морских ракетных комплексов Конструкторского бюро машиностроения Министерства общего машиностроения СССР, Челябинская область                                        | 25.09.1984      | машиностроение     | *Владимирская область          | [ ГС 108 ] |
| 107 | Кондакова Евдокия Александровна          | 17.02.1927 — ????       | Звеньевая колхоза имени Ворошилова Сосновского района Челябинской области | 20.05.1949      | сельхоз            | *Нижегородская область         | [ ГС 109 ] |
| 108 | Коновалов Владимир Николаевич            | 23.03.1925 — 30.07.2017 | Директор Златоустовского машиностроительного завода — первый заместитель начальника Конструкторского бюро машиностроения Министерства общего машиностроения СССР, Челябинская область                                       | 23.09.1969      | машиностроение     | *Пермский край                 | [ ГС 110 ] |
| 109 | Коновалов Михаил Андреевич               | 19.11.1917 — 01.11.2010 | Электромонтажник Магнитогорского монтажного управления треста «Южуралэлектромонтаж» Министерства монтажных и специальных строительных работ СССР, Челябинская область                                                       | 07.05.1971      | строительство      | *Татарстан                     | [ ГС 111 ] |
| 110 | Кононенко Константин Матвеевич           | 20.09.1914 — 06.08.1983 | Старший мастер мартеновского цеха Магнитогорского металлургического комбината, Челябинская область | 19.07.1958      | металлургия        | *Курганская область            | [ ГС 112 ] |
| 111 | Коптяков Николай Яковлевич               | 26.05.1918 — 31.08.2000 | Комбайнёр Тарутинской МТС Чесменского района Челябинской области | 04.07.1951      | сельхоз            | Чесменский район               | [ ГС 113 ] |
| 112 | Корнюхина Александра Александровна       | 01.09.1934 — 07.12.2020 | Бригадир почтальонов Челябинского почтамта Министерства связи СССР | 16.01.1974      | связь              | *Курганская область            | [ ГС 114 ] |
| 113 | Коробейников Владимир Николаевич         | 31.12.1939 — 07.01.2018 | Шлифовщик Челябинского тракторного завода имени В. И. Ленина производственного объединения «Челябинский тракторный завод имени В. И. Ленина» Министерства тракторного и сельскохозяйственного машиностроения СССР           | 15.03.1985      | машиностроение     | *Вологодская область           | [ ГС 115 ] |
| 114 | Коробцов Иван Афанасьевич                | 28.11.1936 — 09.10.2000 | Бригадир комплексной бригады Челябинского завода дорожных машин имени Д. В. Колющенко Министерства строительного, дорожного и коммунального машиностроения СССР                                                             | 10.06.1986      | машиностроение     | *Брянская область              | [ ГС 116 ] |
| 115 | Королёв Иван Григорьевич                 | 14.10.1920 — 19.09.1989 | Комбайнёр Тахталымского совхоза Кунашакского района Челябинской области | 23.06.1966      | сельхоз            | Кунашакский район              | [ ГС 117 ] |
| 116 | Котов Василий Никитович                  | 09.05.1902 — 08.12.1987 | Начальник горного управления Магнитогорского металлургического комбината Челябинского совнархоза | 19.07.1958      | металлургия        | *Архангельская область         | [ ГС 118 ] |
| 117 | Кочетков Николай Данилович               | 10.05.1925 — 08.10.1992 | Мастер Магнитогорского металлургического комбината Министерства чёрной металлургии СССР, Челябинская область | 22.03.1966      | металлургия        | *Херсонская область            | [ ГС 119 ] |
| 118 | Кочетов Кузьма Матвеевич                 | 11.11.1923 — 16.12.2009 | Шофёр Саткинской автотранспортной конторы Министерства автомобильного транспорта и шоссейных дорог РСФСР, Челябинская область                                                                                               | 05.10.1966      | транспорт          | Саткинский район               | [ ГС 120 ] |
| 119 | Кривокора Алексей Михайлович             | 16.10.1927 — 12.08.2004 | Сталевар Златоустовского металлургического завода Министерства чёрной металлургии СССР, Челябинская область | 22.03.1966      | металлургия        | *Ставропольский край           | [ ГС 121 ] |
| 120 | Кудрин Степан Веденеевич                 | 12.08.1918 — 20.09.1964 | Комбайнёр Краснинской МТС Челябинской области | 04.07.1951      | сельхоз            | Верхнеуральский район          | [ ГС 122 ] |
| 121 | Кузнецов Михаил Михайлович               | 20.11.1919 — 31.07.1992 | Заместитель генерального конструктора Конструкторского бюро машиностроения Министерства общего машиностроения СССР, Челябинская область                                                                                     | 23.09.1969      | машиностроение     | *Саратовская область           | [ ГС 123 ] |
| 122 | Кузнецов Тихон Семёнович                 | 19.06.1919 — 04.03.1979 | Машинист вращающихся печей Катав-Ивановского цементного завода Министерства промышленности строительных материалов РСФСР, Челябинская область                                                                               | 28.07.1966      | промстройматериалы | Катав-Ивановский район         | [ ГС 124 ] |
| 123 | Кузюков Фёдор Фёдорович                  | 15.03.1915 — 18.07.1997 | Управляющий трестом «Копейскуголь» комбината «Челябинскуголь» Министерства угольной промышленности СССР, Челябинская область                                                                                                | 26.04.1957      | углепром           | *Орловская область             | [ ГС 125 ] |
| 124 | Куликов Фёдор Михайлович                 | 1911 — ????             | Бригадир тракторной бригады Есаульской ордена «Знак Почёта» МТС Челябинской области | 14.07.1951      | сельхоз            |                                |            |
| 125 | Кульпин Виталий Иванович                 | 25.01.1914 — 29.04.1988 | Тракторист совхоза «Приуральский» Верхнеуральского района Челябинской области | 08.04.1971      | сельхоз            | Верхнеуральский район          | [ ГС 126 ] |
| 126 | Куприянов Максим Игнатьевич              | 06.08.1911 — 1988       | Машинист локомотивного депо Златоуст Южно-Уральской железной дороги, Челябинская область | 01.08.1959      | транспорт          | *Ростовская область            | [ ГС 127 ] |
| 127 | Курочкин Фёдор Игнатьевич                | 20.04.1926 — 06.10.1987 | Первый секретарь Троицкого райкома КПСС, Челябинская область | 11.12.1973      | госуправление      | *Костанайская область          | [ ГС 128 ] |
| 128 | Лазарев Михаил Дмитриевич                | 29.09.1927 — 06.04.2019 | Электросварщик Усть-Катавского вагоностроительного завода имени С. М. Кирова Министерства общего машиностроения СССР, Челябинская область                                                                                   | 26.04.1971      | машиностроение     | *Башкортостан                  | [ ГС 129 ] |
| 129 | Левин Виктор Фёдорович                   | 17.05.1939 — 12.12.2000 | Вырубщик Магнитогорской обувной фабрики Челябинского производственного обувного объединения Министерства лёгкой промышленности РСФСР                                                                                        | 16.01.1974      | легпром            | *Пензенская область            | [ ГС 130 ] |
| 130 | Леднёв Василий Матвеевич                 | 14.03.1923 — 25.04.2016 | Учитель Кузнецкой средней школы Аргаяшского района Челябинской области | 01.07.1968      | образование        | Аргаяшский район               | [ ГС 131 ] |
| 131 | Литвинов Борис Васильевич                | 12.11.1929 — 22.04.2010 | Главный конструктор НИИ-1011 Министерства среднего машиностроения СССР, гор. Снежинск Челябинской области | 04.09.1981      | атомпром           | *Луганская область             | [ ГС 132 ] |
| 132 | Литвинов Фёдор Нефёдович                 | 07.07.1907 — 29.11.1995 | Дорожный мастер Тамерланской дистанции пути Южно-Уральской железной дороги, Челябинская область | 01.08.1959      | транспорт          | *Херсонская область            | [ ГС 133 ] |
| 133 | Лубнин Алексей Фёдорович                 | 18.10.1905 — 08.06.1986 | Первый секретарь Брединского райкома КПСС, Челябинская область | 11.01.1957      | госуправление      | *Удмуртия                      | [ ГС 134 ] |
| 134 | Лутовинин Геннадий Семёнович             | 16.10.1933 — 21.12.1989 | Бригадир слесарей-ремонтников химического комбината «Маяк» Министерства среднего машиностроения СССР, Челябинская область                                                                                                   | 07.08.1986      | атомпром           | *Тюменская область             | [ ГС 135 ] |
| 135 | Майборода Александр Андреевич            | 30.09.1924 — 13.02.1987 | Бригадир слесарей-монтажников Магнитогорского монтажного управления треста «Востокметаллургмонтаж» Министерства строительства РСФСР, Челябинская область                                                                    | 09.08.1958      | строительство      | Октябрьский район              | [ ГС 136 ] |
| 136 | Макрушин Пётр Филиппович                 | род. 16.06.1936         | Дежурный по горке станции Магнитогорск Южно-Уральской железной дороги, Челябинская область | 03.08.1984      | транспорт          | *Башкортостан                  | [ ГС 137 ] |
| 137 | Марков Степан Ильич                      | 15.03.1914 — 14.08.1992 | Старший загрузчик шахтных печей Уфалейского никелевого завода Челябинского совнархоза | 09.06.1961      | металлургия        | *Ставропольский край           | [ ГС 138 ] |
| 138 | Маслихов Александр Петрович              | 19.12.1930 — 16.09.1989 | Комбайнёр Брединского совхоза Брединского района Челябинской области | 11.01.1957      | сельхоз            | Варненский район               | [ ГС 139 ] |
| 139 | Маслова Нида Григорьевна                 | 01.02.1931 — 04.01.1994 | Бригадир отделочников Южноуральского управления строительства Министерства среднего машиностроения СССР, Челябинская область                                                                                                | 26.04.1971      | атомпром           | Аргаяшский район               | [ ГС 140 ] |
| 140 | Матвеев Пётр Иванович                    | 22.06.1926 — 19.04.2002 | Управляющий отделением совхоза «Аргаяшский» Аргаяшского района Челябинской области | 23.06.1966      | сельхоз            | Еткульский район               | [ ГС 141 ] |
| 141 | Мацков Леонтий Васильевич                | 16.11.1935 — 07.12.2013 | Бригадир монтажников Челябинского строительно-монтажного управления треста «Коксохиммонтаж» Министерства монтажных и специальных строительных работ СССР                                                                    | 31.05.1984      | строительство      | Магнитогорск                   | [ ГС 142 ] |
| 142 | Медовиков Аркадий Васильевич             | 20.10.1937 — 02.07.2008 | Старший вальцовщик Магнитогорского металлургического комбината имени В. И. Ленина Министерства чёрной металлургии СССР, Челябинская область                                                                                 | 02.03.1981      | металлургия        | *Пермский край                 | [ ГС 143 ] |
| 143 | Мельников Алексей Фёдорович              | 14.01.1929 — 27.10.2016 | Старший мастер мартеновского цеха № 2 Магнитогорского металлургического комбината имени Ленина Министерства чёрной металлургии СССР, Челябинская область                                                                    | 18.07.1975      | металлургия        | *Полтавская область            | [ ГС 144 ] |
| 144 | Меньшиков Иван Петрович                  | 26.10.1913 — 12.06.1963 | Комбайнёр Краснинской МТС Челябинской области | 04.07.1951      | сельхоз            | Верхнеуральский район          | [ ГС 145 ] |
| 145 | Митрушенко Иван Ефимович                 | 11.06.1919 — 28.01.1977 | Начальник участка шахты № 4/6 комбината «Челябинскуголь» Министерства угольной промышленности восточных районов СССР, Челябинская область                                                                                   | 28.08.1948      | углепром           | *Смоленская область            | [ ГС 146 ] |
| 146 | Михайличенко Григорий Васильевич         | 04.03.1933 — 24.03.2009 | Бригадир горнорабочих очистного забоя шахты «Коркинская» комбината «Челябинскуголь» Министерства угольной промышленности СССР, Челябинская область                                                                          | 29.12.1973      | углепром           | *Белгородская область          | [ ГС 147 ] |
| 147 | Мозжерин Пётр Васильевич                 | 12.07.1935 — 27.09.2013 | Кузнец-штамповщик Челябинского тракторного завода имени В. И. Ленина производственного объединения «Челябинский тракторный завод имени В. И. Ленина» Министерства тракторного и сельскохозяйственного машиностроения СССР   | 31.05.1983      | машиностроение     | Каслинский район               | [ ГС 148 ] |
| 148 | Мороз Мария Фёдоровна                    | 25.12.1925 — 16.12.1996 | Сверловщица цеха шасси Челябинского тракторного завода Челябинского совнархоза | 07.03.1960      | машиностроение     | *Орловская область             | [ ГС 149 ] |
| 149 | Мурахтина Нина Петровна                  | 11.10.1923 — 14.07.1989 | Рабочая Челябинского хлебозавода № 5 Министерства пищевой промышленности РСФСР | 26.04.1971      | пищепром           | *Башкортостан                  | [ ГС 150 ] |
| 150 | Мысова Зоя Сергеевна                     | 24.12.1913 — 11.05.1997 | Садчица сушильно-печного цеха завода «Магнезит» Челябинского совнархоза | 19.07.1958      | металлургия        | Саткинский район               | [ ГС 151 ] |
| 151 | Назаров Степан Николаевич                | 18.10.1910 — 30.12.1995 | Забойщик шахты № 7/8 комбината «Челябинскуголь» Министерства угольной промышленности восточных районов СССР, Челябинская область                                                                                            | 28.08.1948      | углепром           | *Оренбургская область          | [ ГС 152 ] |
| 152 | Небылицин Михаил Александрович           | 14.09.1927 — 13.10.1996 | Комбайнёр зерносовхоза «Уйский» Уйского района Челябинской области | 11.12.1973      | сельхоз            | Уйский район                   | [ ГС 153 ] |
| 153 | Некрасов Иван Никонорович                | 23.11.1931 — 30.11.1994 | Электромонтажник специализированного управления № 676 треста «Транссигналстрой» Министерства транспортного строительства СССР, Челябинская область                                                                          | 07.05.1971      | строительство      | *Новосибирская область         |            |
| 154 | Нижник Степан Яковлевич                  | род. 15.09.1928         | Старший вальцовщик Магнитогорского металлургического комбината имени В. И. Ленина Министерства чёрной металлургии СССР, Челябинская область                                                                                 | 30.03.1971      | металлургия        | *Белгородская область          | [ ГС 154 ] |
| 155 | Никифоров Александр Сергеевич            | 04.05.1926 — 29.05.1991 | Главный инженер комбината «Маяк» Министерства среднего машиностроения СССР, Челябинская область | 26.04.1971      | атомпром           | *Тверская область              | [ ГС 155 ] |
| 156 | Новиков Александр Григорьевич            | 11.10.1915 — 31.07.2002 | Машинист завалочной машины Златоустовского металлургического завода Челябинского совнархоза | 19.07.1958      | металлургия        | *Башкортостан                  | [ ГС 156 ] |
| 157 | Новиков Виктор Гаврилович                | 17.03.1941 — 18.02.1991 | Сталевар Магнитогорского металлургического комбината имени В. И. Ленина Министерства чёрной металлургии СССР, Челябинская область                                                                                           | 28.01.1982      | металлургия        | Агаповский район               | [ ГС 157 ] |
| 158 | Овсянников Василий Иванович              | 01.02.1939 — 09.02.2004 | Оператор поста управления стана горячей прокатки Магнитогорского металлургического комбината имени В. И. Ленина Министерства чёрной металлургии СССР, Челябинская область                                                   | 12.05.1977      | металлургия        | Невьянский район               | [ ГС 158 ] |
| 159 | Окраинский Леонид Александрович          | 02.10.1912 — 10.05.1996 | Управляющий трестом «Челябметаллургстрой», Челябинская область | 11.08.1966      | строительство      | *Витебская область             | [ ГС 159 ] |
| 160 | Орлов Владислав Викторович               | 18.09.1932 — 27.10.2019 | Машинист крана-трубоукладчика строительного управления № 1 треста «Уралнефтегазстрой» Министерства строительства предприятий нефтяной и газовой промышленности СССР, Челябинская область                                    | 05.10.1973      | строительство      | Карабаш                        | [ ГС 160 ] |
| 161 | Осадчий Пётр Демьянович                  | 1912 — 21.08.1989       | Управляющий отделением Ново-Миасского совхоза Чебаркульского района Челябинской области | 23.06.1966      | сельхоз            | *Херсонская область            |            |
| 162 | Осадчий Яков Павлович                    | 22.10.1901 — 06.02.1977 | Директор Челябинского трубопрокатного завода Министерства чёрной металлургии СССР | 22.03.1966      | металлургия        | *Днепропетровская область      | [ ГС 161 ] |
| 163 | Павлов Владимир Павлович                 | 26.10.1926 — 25.05.2008 | Бригадир монтажников механизированной колонны № 2 треста «Уралэлектросетьстрой» Министерства транспортного строительства СССР, Челябинская область                                                                          | 02.06.1962      | строительство      | *Тверская область              | [ ГС 162 ] |
| 164 | Павлюков Пётр Сергеевич                  | 25.12.1916 — 19.03.2007 | Шлифовальщик Челябинского кузнечно-прессового завода Министерства автомобильной промышленности СССР | 05.04.1971      | машиностроение     | *Московская область            |            |
| 165 | Падалка Николай Михайлович               | 29.08.1931 — 08.09.2000 | Бригадир сварщиков Челябинского трубопрокатного завода Министерства чёрной металлургии СССР | 22.03.1966      | металлургия        | *Днепропетровская область      | [ ГС 163 ] |
| 166 | Панарин Алексей Петрович                 | 24.02.1905 — 07.09.1990 | Директор завода «Магнезит» Челябинского совнархоза, гор. Сатка | 19.07.1958      | металлургия        | *Тульская область              | [ ГС 164 ] |
| 167 | Панарин Николай Фомич                    | 09.05.1914 — 17.10.1980 | Машинист экскаватора разреза № 1 комбината «Челябинскуголь» Министерства угольной промышленности восточных районов СССР, Челябинская область                                                                                | 28.08.1948      | углепром           | Увельский район                | [ ГС 165 ] |
| 168 | Панфиловский Иван Никитович              | 17.06.1936 — 06.08.2019 | Сталевар Челябинского металлургического завода Министерства чёрной металлургии СССР | 30.03.1971      | металлургия        | *Херсонская область            | [ ГС 166 ] |
| 169 | Пауков Никита Устинович                  | 15.09.1901 — 29.09.1987 | Старший мастер прокатного стана Магнитогорского металлургического комбината Челябинского совнархоза | 19.07.1958      | металлургия        | *Курская область               | [ ГС 167 ] |
| 170 | Пашков Юрий Фёдорович                    | род. 26.11.1931         | Работник Миасского машиностроительного завода Министерства общего машиностроения СССР, Челябинская область | 25.09.1984      | машиностроение     | Ашинский район                 | [ ГС 168 ] |
| 171 | Пашнин Андрей Яковлевич                  | 04.06.1902 — 25.08.1968 | Навалоотбойщик шахты № 4/6 комбината «Челябинскуголь» Министерства угольной промышленности восточных районов СССР, Челябинская область                                                                                      | 28.08.1948      | углепром           | Красноармейский район          | [ ГС 169 ] |
| 172 | Пашнин Астафий Фёдорович                 | 1907—1983               | Бригадир проходчиков шахты № 46—47 треста «Челябинскшахтострой» Министерства строительства топливных предприятий СССР, Челябинская область                                                                                  | 28.08.1948      | строительство      | Красноармейский район          | [ ГС 170 ] |
| 173 | Перевозчиков Константин Иванович         | 26.09.1927 — 13.09.1971 | Комбайнёр совхоза «Калининский» Брединского района Челябинской области | 19.04.1967      | сельхоз            | *Кировская область             | [ ГС 171 ] |
| 174 | Перегудов Герман Сергеевич               | 10.11.1929 — 19.09.2001 | Заместитель главного конструктора специального конструкторского бюро № 385 Государственного комитета по оборонной технике СССР, Челябинская область                                                                         | 28.04.1963      | оборонпром         | *Тамбовская область            | [ ГС 172 ] |
| 175 | Пересичный Пантелеймон Гаврилович        | 25.07.1908 — 15.06.1994 | Председатель колхоза имени Будённого Сосновского района Челябинской области | 14.07.1951      | сельхоз            | *Донецкая область              | [ ГС 173 ] |
| 176 | Перчаткин Павел Иванович                 | 20.07.1918 — 24.04.1987 | Комбайнёр Уйской МТС Челябинской области | 05.08.1952      | сельхоз            | Пластовский район              | [ ГС 174 ] |
| 177 | Петраков Михаил Александрович            | 18.11.1926 — 26.08.2004 | Сталевар Златоустовского металлургического завода Министерства чёрной металлургии СССР, Челябинская область | 30.03.1971      | металлургия        | *Липецкая область              | [ ГС 175 ] |
| 178 | Петров Давид Иванович                    | 13.06.1910 — 09.12.1994 | Старший сварщик прокатного цеха Челябинского металлургического завода Челябинского совнархоза | 19.07.1958      | металлургия        | *Волгоградская область         | [ ГС 176 ] |
| 179 | Петров Юрий Иванович                     | род. 25.09.1939         | Волочильщик проволоки Магнитогорского калибровочного завода имени 60-летия Союза ССР Министерства чёрной металлургии СССР, Челябинская область                                                                              | 29.04.1986      | металлургия        | *Башкортостан                  | [ ГС 177 ] |
| 180 | Петухов Василий Фёдорович                | 01.09.1910 — 07.02.1972 | Первый секретарь Кизильского райкома КПСС, Челябинская область | 11.01.1957      | госуправление      | Артинский район                | [ ГС 178 ] |
| 181 | Пешляев Николай Данилович                | 1920 — 24.05.1964       | Машинист экскаватора Бакальского рудоуправления, Челябинская область | 19.07.1958      | металлургия        | Саткинский район               | [ ГС 179 ] |
| 182 | Пичугин Александр Васильевич             | 18.10.1927 — 25.12.2009 | Начальник Южно-Уральского управления строительства Министерства среднего машиностроения СССР, гор. Озёрск Челябинской области                                                                                               | 26.04.1971      | атомпром           | *Владимирская область          | [ ГС 180 ] |
| 183 | Пичугин Анатолий Семёнович               | 14.11.1927 — 22.06.2008 | Машинист экскаватора карьероуправления «Коркинуголь» комбината «Челябинскуголь» Министерства угольной промышленности СССР, Челябинская область                                                                              | 30.03.1971      | углепром           | *Курганская область            | [ ГС 181 ] |
| 184 | Плуталов Степан Матвеевич                | 08.02.1917 — 05.04.1988 | Мастер по оборудованию коксохимического цеха Челябинского металлургического завода Челябинского совнархоза | 19.07.1958      | металлургия        | *Орловская область             | [ ГС 182 ] |
| 185 | Погорелец Иван Ефимович                  | 27.11.1926 — 25.11.2010 | Старший оператор-вальцовщик Челябинского металлургического завода Министерства чёрной металлургии СССР | 22.03.1966      | металлургия        | *Башкортостан                  | [ ГС 183 ] |
| 186 | Подставков Михаил Петрович               | 23.11.1926 — 12.04.1981 | Слесарь-лекальщик Златоустовского машиностроительного завода Министерства общего машиностроения СССР, Челябинская область                                                                                                   | 23.09.1969      | машиностроение     | *Псковская область             | [ ГС 184 ] |
| 187 | Попов Юрий Михайлович                    | 04.04.1928 — 02.10.2002 | Сталевар Ашинского металлургического завода Министерства чёрной металлургии СССР, Челябинская область | 22.03.1966      | металлургия        | Ашинский район                 | [ ГС 185 ] |
| 188 | Порсев Михаил Владимирович               | 02.11.1923 — 06.10.2005 | Слесарь-лекальщик объединения «Златоустовский машиностроительный завод» Министерства общего машиностроения СССР, Челябинская область                                                                                        | 09.06.1977      | машиностроение     | *Башкортостан                  | [ ГС 186 ] |
| 189 | Потапкина Татьяна Антоновна              | 12.01.1922 — 24.11.2005 | Доярка Уйского совхоза Уйского района Челябинской области | 22.03.1966      | сельхоз            | *Мордовия                      | [ ГС 187 ] |
| 190 | Потапов Александр Георгиевич             | 28.03.1915 — 09.02.1987 | Директор Приборостроительного завода Министерства среднего машиностроения СССР, Челябинская область | 26.04.1971      | атомпром           | *Самарская область             | [ ГС 188 ] |
| 191 | Потурнак Андрей Тихонович                | 20.07.1932 — 06.09.2019 | Бригадир комплексной сварочно-монтажной бригады специализированного управления монтажных работ № 8 треста «Уралнефтегазстрой» Министерства строительства предприятий нефтяной и газовой промышленности СССР, гор. Челябинск | 20.08.1981      | строительство      | *Киевская область              | [ ГС 189 ] |
| 192 | Похатаев Алексей Васильевич              | 23.09.1928 — 04.10.1990 | Горнорабочий очистного забоя шахты № 1 «Южно-Батуринская» треста «Еманжелинуголь» комбината «Челябинскуголь» Министерства угольной промышленности СССР, Челябинская область                                                 | 29.06.1966      | углепром           | *Новгородская область          | [ ГС 190 ] |
| 193 | Пресняков Иван Васильевич                | 02.06.1927 — 26.06.1993 | Старший агломератчик Бакальского рудоуправления треста «Уралруда» Министерства чёрной металлургии СССР, Челябинская область                                                                                                 | 22.03.1966      | металлургия        | Усть-Катав                     | [ ГС 191 ] |
| 194 | Протасов Пётр Ефимович                   | 28.08.1907 — 12.10.1966 | Машинист завалочной машины мартеновского цеха Магнитогорского металлургического комбината Челябинского совнархоза | 19.07.1958      | металлургия        | *Брянская область              | [ ГС 192 ] |
| 195 | Пушкарёв Иван Антонович                  | 20.10.1923 — 27.06.2009 | Фрезеровщик Приборостроительного завода Министерства среднего машиностроения СССР, Челябинская область | 29.07.1966      | атомпром           | *Костанайская область          | [ ГС 193 ] |
| 196 | Пушкарская Нина Ивановна                 | 06.05.1926 — 17.01.1975 | Машинист электровоза Магнитогорского металлургического комбината Челябинского совнархоза | 07.03.1960      | металлургия        | *Тверская область              | [ ГС 194 ] |
| 197 | Пьяникина Александра Сергеевна           | 12.09.1924 — 20.07.2006 | Телятница Ново-Варненского совхоза Варненского района Челябинской области | 22.03.1966      | сельхоз            | *Курская область               | [ ГС 195 ] |
| 198 | Пятигорский Иван Алексеевич              | 01.03.1915 — 18.03.1984 | Старший горновой доменного цеха Челябинского металлургического завода Челябинского совнархоза | 19.07.1958      | металлургия        | *Харьковская область           | [ ГС 196 ] |
| 199 | Ромазан Иван Харитонович                 | 18.09.1934 — 27.07.1991 | Генеральный директор Магнитогорского металлургического комбината имени В. И. Ленина Министерства металлургии СССР, Челябинская область                                                                                      | 28.06.1991      | металлургия        | Магнитогорск                   | [ ГС 197 ] |
| 200 | Романов Владислав Анатольевич            | 17.02.1937 — 21.03.2000 | Старший мастер Магнитогорского металлургического комбината имени В. И. Ленина Министерства чёрной металлургии СССР, Челябинская область                                                                                     | 28.01.1982      | металлургия        | Екатеринбург                   | [ ГС 198 ] |
| 201 | Романов Юрий Александрович               | 17.06.1926 — 01.11.2010 | Заместитель научного руководителя НИИ-1011 Министерства среднего машиностроения СССР, Челябинская область | 17.06.1961      | атомпром           | *Москва                        | [ ГС 199 ] |
| 202 | Ростовцев Анатолий Яковлевич             | 17.07.1918 — 10.01.1982 | Плавильщик Челябинского абразивного завода Министерства станкостроительной и инструментальной промышленности СССР | 05.04.1971      | станкостроение     | *Владимирская область          | [ ГС 200 ] |
| 203 | Рубанов Анатолий Иванович                | 09.06.1937 — 03.01.2021 | Сталевар Магнитогорского металлургического комбината Министерства чёрной металлургии СССР, Челябинская область | 22.03.1966      | металлургия        | Агаповский район               | [ ГС 201 ] |
| 204 | Рубцов Михаил Алексеевич                 | 17.01.1925 — 26.07.2000 | Бригадир монтажников Магнитогорского строительно-монтажного управления треста «Уралстальконструкция» Министерства монтажных и специальных строительных работ СССР, Челябинская область                                      | 26.07.1966      | строительство      | *Воронежская область           | [ ГС 202 ] |
| 205 | Рушков Алексей Максимович                | 28.04.1911 — 25.06.1976 | Токарь Златоустовского машиностроительного завода Министерства общего машиностроения СССР, Челябинская область | 26.07.1966      | машиностроение     | *Тульская область              | [ ГС 203 ] |
| 206 | Рыженко Николай Андреевич                | 01.05.1909 — 17.09.1992 | Главный механик Магнитогорского металлургического комбината Челябинского совнархоза | 19.07.1958      | металлургия        | *Донецкая область              | [ ГС 204 ] |
| 207 | Сабельников Иван Максимович              | 26.10.1914 — 10.03.1966 | Старший сварщик проволочно-штрипсового цеха Магнитогорского металлургического комбината Челябинского совнархоза | 19.07.1958      | металлургия        | *Акмолинская область           | [ ГС 205 ] |
| 208 | Савичев Николай Ильич                    | 12.03.1912 — 24.08.1968 | Мастер доменного цеха Магнитогорского металлургического комбината Челябинского совнархоза | 19.07.1958      | металлургия        | Магнитогорск                   | [ ГС 206 ] |
| 209 | Самарин Михаил Тимофеевич                | 05.12.1928 — 26.12.1993 | Генеральный директор Челябинского станкостроительного завода имени С. Орджоникидзе Министерства оборонной промышленности СССР                                                                                               | 10.03.1981      | оборонпром         | *Самарская область             | [ ГС 207 ] |
| 210 | Самохужин Хабир Шагеевич                 | 18.04.1930 — 05.09.1998 | Сталевар электросталеплавильного цеха Челябинского металлургического завода Челябинского совнархоза | 19.07.1958      | металлургия        | Аргаяшский район               | [ ГС 208 ] |
| 211 | Сапрыкин Василий Андреевич               | 22.03.1890 — 1964       | Главный инженер строительства комбината № 817, инженер-полковник, Челябинская область | 29.10.1949      | атомпром           | *Кабардино-Балкария            | [ ГС 209 ] |
| 212 | Сафронов Николай Фёдорович               | 14.12.1924 — 14.11.2001 | Управляющий трестом «Магнитострой» Министерства строительства предприятий тяжёлой индустрии СССР, гор. Магнитогорск Челябинской области                                                                                     | 05.04.1971      | строительство      | Верхнеуральский район          | [ ГС 210 ] |
| 213 | Семёнов Николай Анатольевич              | 21.04.1918 — 28.01.1982 | Директор комбината № 817 Министерства среднего машиностроения СССР, Челябинская область | 07.03.1962      | атомпром           | *Самарская область             | [ ГС 211 ] |
| 214 | Скитаев Игнатий Фёдорович                | 24.07.1924 — 06.12.2004 | Старший плавильщик Челябинского ферросплавного завода Челябинского совнархоза | 19.07.1958      | металлургия        | *Башкортостан                  | [ ГС 212 ] |
| 215 | Сомов Борис Сергеевич                    | 18.05.1936 — 20.01.2005 | Бригадир водителей автомобилей Копейского автотранспортного предприятия Министерства автомобильного транспорта РСФСР, Челябинская область                                                                                   | 14.08.1986      | транспорт          | Челябинск                      |            |
| 216 | Сопов Иван Семёнович                     | 07.01.1910 — 27.07.1993 | Старший вальцовщик обжимного цеха Магнитогорского металлургического комбината Челябинского совнархоза | 19.07.1958      | металлургия        | *Курская область               | [ ГС 213 ] |
| 217 | Сорокин Михаил Андреевич                 | 09.11.1933 — 20.06.2004 | Сталевар Магнитогорского металлургического комбината имени В. И. Ленина Министерства чёрной металлургии СССР, Челябинская область                                                                                           | 30.03.1971      | металлургия        | *Нижегородская область         | [ ГС 214 ] |
| 218 | Сосед Сергей Андреевич                   | 11.09.1910 — 12.11.1985 | Машинист экскаватора рудника Магнитогорского металлургического комбината Челябинского совнархоза | 19.07.1958      | металлургия        | *Кировоградская область        | [ ГС 215 ] |
| 219 | Сотников Анатолий Дмитриевич             | 17.06.1929 — 23.01.2013 | Слесарь-лекальщик Приборостроительного завода Министерства среднего машиностроения СССР, Челябинская область | 26.04.1971      | атомпром           | *Курская область               | [ ГС 216 ] |
| 220 | Сотников Яков Кузьмич                    | 1912 — 06.02.1992       | Комбайнёр совхоза «Белоносовский» Министерства совхозов СССР, гор. Коркино Челябинской области | 06.10.1951      | сельхоз            |                                |            |
| 221 | Спирин Яков Григорьевич                  | 26.09.1907 — 13.06.1988 | Сталевар мартеновского цеха Челябинского металлургического завода Челябинского совнархоза | 19.07.1958      | металлургия        | *Курганская область            | [ ГС 217 ] |
| 222 | Старкова Мария Васильевна                | род. 1929               | Телятница Буранного совхоза Агаповского района Челябинской области | 22.03.1966      | сельхоз            |                                |            |
| 223 | Стаханов Трофим Филиппович               | 17.09.1913 — 10.02.1986 | Комбайнёр Спасской МТС Верхнеуральского района Челябинской области | 19.07.1952      | сельхоз            | Верхнеуральский район          | [ ГС 218 ] |
| 224 | Стоянкин Евгений Фёдорович               | 13.07.1937 — 22.07.2024 | Газовщик Магнитогорского металлургического комбината имени В. И. Ленина Министерства чёрной металлургии СССР, Челябинская область                                                                                           | 28.01.1982      | металлургия        | Магнитогорск                   | [ ГС 219 ] |
| 225 | Стрелкин Дмитрий Семёнович               | 21.09.1911 — 30.10.1988 | Фрезеровщик Уральского автомобильного завода Министерства автомобильной промышленности СССР, гор. Миасс Челябинской области                                                                                                 | 22.08.1966      | машиностроение     | *Орловская область             | [ ГС 220 ] |
| 226 | Струнин Павел Семёнович                  | 06.01.1900 — 21.05.1979 | Забойщик шахты № 22 комбината «Челябинскуголь» Министерства угольной промышленности восточных районов СССР, Челябинская область                                                                                             | 28.08.1948      | углепром           | Копейск                        | [ ГС 221 ] |
| 227 | Суханов Алексей Михайлович               | 1925 — 01.06.1995       | Машинист бетоноукладочной машины дорожно-строительного управления № 1 Министерства строительства и эксплуатации автомобильных дорог РСФСР, гор. Челябинск                                                                   | 04.05.1971      | строительство      | Аргаяшский район               | [ ГС 222 ] |
| 228 | Тефтелев Александр Александрович         | 16.06.1912 — 25.12.1969 | Старший машинист локомотивного депо Карталы Южно-Уральской железной дороги, Челябинская область | 01.08.1959      | транспорт          | Карталинский район             | [ ГС 223 ] |
| 229 | Томилов Пётр Андреевич                   | 31.08.1907 — 17.10.1974 | Машинист врубовой машины шахты № 7/8 треста «Копейскуголь» комбината «Челябинскуголь» Министерства угольной промышленности восточных районов СССР, Челябинская область                                                      | 28.08.1948      | углепром           | *Курганская область            | [ ГС 224 ] |
| 230 | Трухин Пётр Михайлович                   | 17.02.1906 — 29.06.1996 | Главный инженер комбината «Челябинскуголь» Министерства угольной промышленности восточных районов СССР, Челябинская область                                                                                                 | 28.08.1948      | углепром           | *Удмуртия                      | [ ГС 225 ] |
| 231 | Узинцев Николай Иванович                 | 26.12.1926 — 13.06.1994 | Бригадир слесарей комбината № 817 Министерства среднего машиностроения СССР, Челябинская область | 29.07.1966      | атомпром           | *Ульяновская область           | [ ГС 226 ] |
| 232 | Умрихин Пётр Николаевич                  | 08.08.1931 — 13.05.2014 | Тракторист совхоза «Ключевской» Троицкого района Челябинской области | 08.04.1971      | сельхоз            | *Тамбовская область            | [ ГС 227 ] |
| 233 | Уразаев Габдулхак Самигулович            | 08.12.1927 — 24.08.1996 | Комбайнёр Магнитогорской МТС Агаповского района Челябинской области | 08.06.1951      | сельхоз            | Агаповский район               | [ ГС 228 ] |
| 234 | Ушаков Николай Степанович                | 02.01.1936 — 29.05.1998 | Старший мастер Магнитогорского металлургического комбината имени В. И. Ленина Министерства чёрной металлургии СССР, Челябинская область                                                                                     | 28.01.1982      | металлургия        | *Воронежская область           | [ ГС 229 ] |
| 235 | Федченко (Шевкунова) Клавдия Прокопьевна | 12.11.1918 — 27.07.2001 | Машинист экскаватора Бакальского рудоуправления, Челябинская область | 19.07.1958      | металлургия        | *Башкортостан                  | [ ГС 230 ] |
| 236 | Федяев Павел Иванович                    | 27.01.1917 — 01.09.2000 | Сталевар мартеновского цеха № 3 Магнитогорского металлургического комбината Челябинского совнархоза | 28.05.1960      | металлургия        | *Кировская область             | [ ГС 231 ] |
| 237 | Феоктистов Лев Петрович                  | 14.02.1928 — 14.02.2002 | Заместитель научного руководителя НИИ-1011 Министерства среднего машиностроения СССР, Челябинская область | 29.07.1966      | атомпром           | *Москва                        | [ ГС 232 ] |
| 238 | Филатов Андрей Дмитриевич                | 19.08.1912 — 06.06.1973 | Директор Магнитогорского металлургического комбината имени В. И. Ленина Министерства чёрной металлургии СССР, Челябинская область                                                                                           | 30.03.1971      | металлургия        | *Харьковская область           | [ ГС 233 ] |
| 239 | Фомина Аделаида Николаевна               | 22.06.1929 — 12.10.2013 | Главный врач центральной районной больницы Увельского района Челябинской области | 04.02.1969      | здравоохранение    | Пластовский район              | [ ГС 234 ] |
| 240 | Фурцева Мария Андреевна                  | 08.01.1925 — 16.11.1998 | Бригадир совхоза «Красный Октябрь» Верхнеуральского района Челябинской области | 22.03.1966      | сельхоз            | Верхнеуральский район          | [ ГС 235 ] |
| 241 | Халтурин Андрей Алексеевич               | 12.11.1916 — 09.04.1978 | Директор Еткульского совхоза Еткульского района Челябинской области | 22.03.1966      | сельхоз            | *Кировская область             | [ ГС 236 ] |
| 242 | Харин Василий Петрович                   | 28.02.1914 — 17.01.1992 | Тракторист-комбайнёр Кулевчинской МТС Варненского района Челябинской области | 11.01.1957      | сельхоз            | Варненский район               | [ ГС 237 ] |
| 243 | Харламов Николай Васильевич              | 1922 — ????             | Бригадир плавильщиков Челябинского электролитного цинкового завода имени С. М. Кирова Министерства цветной металлургии СССР                                                                                                 | 30.03.1971      | металлургия        | *Курганская область            |            |
| 244 | Хвальков Николай Матвеевич               | 1927 — 13.04.1991       | Старший плавильщик Челябинского электрометаллургического комбината Министерства чёрной металлургии СССР | 22.03.1966      | металлургия        | *Пензенская область            | [ ГС 238 ] |
| 245 | Хлопин Иван Никитич                      | 03.12.1929 — 28.02.2013 | Старший загрузчик печей Уфалейского никелевого комбината Министерства цветной металлургии СССР, Челябинская область | 30.03.1971      | металлургия        | *Башкортостан                  | [ ГС 239 ] |
| 246 | Хлызов Фёдор Васильевич                  | 07.01.1926 — 12.09.1999 | Бригадир токарей Златоустовского машиностроительного завода Министерства общего машиностроения СССР, Челябинская область | 26.04.1971      | машиностроение     | *Башкортостан                  | [ ГС 240 ] |
| 247 | Царевский Михаил Михайлович              | 19.03.1898 — 29.07.1963 | Начальник строительства комбината № 817, генерал-майор инженерно-технической службы, Челябинская область | 29.10.1949      | атомпром           | *Польша                        | [ ГС 241 ] |
| 248 | Цимбал Александр Константинович          | 28.10.1920 — 25.04.1986 | Слесарь завода № 385 Государственного комитета по оборонной технике СССР, Челябинская область | 28.04.1963      | оборонпром         | *Волгоградская область         | [ ГС 242 ] |
| 249 | Цыба Александра Андреевна                | 20.05.1928 — 07.04.2019 | Машинист-оператор Магнитогорского металлургического комбината Министерства чёрной металлургии СССР, Челябинская область | 22.03.1966      | металлургия        | Верхнеуральский район          | [ ГС 243 ] |
| 250 | Чвелёв Николай Захарович                 | 14.03.1933 — 13.05.2011 | Управляющий отделением совхоза «Муслюмовский» Сосновского района Челябинской области | 06.06.1984      | сельхоз            | *Брянская область              | [ ГС 244 ] |
| 251 | Чекаловец Фёдор Яковлевич                | 25.04.1924 — 28.02.2003 | Комбайнёр совхоза «Варненский» Варненского района Челябинской области | 08.04.1971      | сельхоз            | *Киевская область              | [ ГС 245 ] |
| 252 | Черезов Юрий Захарович                   | 15.03.1924 — 25.11.1985 | Токарь Челябинского тракторного завода имени В. И. Ленина Министерства тракторного и сельскохозяйственного машиностроения СССР                                                                                              | 05.04.1971      | машиностроение     | Челябинск                      | [ ГС 246 ] |
| 253 | Чечуров Иван Анисимович                  | 30.03.1920 — 14.02.1995 | Слесарь-лекальщик Златоустовского машиностроительного завода имени В. И. Ленина Министерства оборонной промышленности СССР, Челябинская область                                                                             | 28.07.1966      | оборонпром         | Нязепетровский район           | [ ГС 247 ] |
| 254 | Шагаев Фатхи Исламович                   | 03.06.1923 — 30.12.1993 | Обжигальщик Саткинского завода «Магнезит» Министерства чёрной металлургии СССР, Челябинская область | 22.03.1966      | металлургия        | *Башкортостан                  | [ ГС 248 ] |
| 255 | Шаимов Фазыл Закирович                   | 15.06.1933 — 15.06.1994 | Старший конвертерщик Карабашского горно-металлургического комбината Министерства цветной металлургии СССР, Челябинская область                                                                                              | 20.05.1966      | металлургия        | Аргаяшский район               | [ ГС 249 ] |
| 256 | Шайхлисламов Кадим Абрарович             | 18.11.1928 — 04.07.2015 | Бригадир забойщиков Карабашского горнометаллургического комбината Челябинского совнархоза | 09.06.1961      | металлургия        | *Башкортостан                  | [ ГС 250 ] |
| 257 | Шалимов Зиновий Иванович                 | 13.10.1907 — 19.02.1984 | Машинист экскаватора управления механизации треста «Магнитострой» Челябинского совнархоза | 09.08.1958      | металлургия        | *Западно-Казахстанская область | [ ГС 251 ] |
| 258 | Шатилин Алексей Леонтьевич               | 11.02.1910 — 04.12.1992 | Бывший старший мастер доменного цеха Магнитогорского металлургического комбината имени В. И. Ленина Министерства чёрной металлургии СССР, Челябинская область                                                               | 23.04.1974      | металлургия        | *Курская область               | [ ГС 252 ] |
| 259 | Шерстобитов Николай Никитович            | 20.07.1915 — 06.01.1988 | Комбайнёр Тарутинской МТС Чесменского района Челябинской области | 04.07.1951      | сельхоз            | Чесменский район               | [ ГС 253 ] |
| 260 | Шехурин Владимир Владимирович            | 28.06.1927 — 31.10.2003 | Бригадир проходчиков управления строительства Красносельских шахт треста «Челябинскшахтострой» Главуралшахтостроя Министерства строительства предприятий угольной промышленности СССР, Челябинская область                  | 26.04.1957      | строительство      | *Архангельская область         | [ ГС 254 ] |
| 261 | Шкарапут Анатолий Парфирьевич            | 28.09.1937 — 22.09.2021 | Управляющий строительно-монтажным трестом «Магнитострой» Российской государственной строительно-промышленной ассоциации «Росуралсибстрой», гор. Магнитогорск Челябинской области                                            | 30.07.1991      | строительство      | Магнитогорск                   | [ ГС 255 ] |
| 262 | Шумаев Михаил Петрович                   | 22.04.1924 — 05.02.1995 | Начальник отдела теоретического отделения научно-исследовательского института № 1011 Министерства среднего машиностроения СССР, Челябинская область                                                                         | 26.04.1971      | атомпром           | *Воронежская область           | [ ГС 256 ] |
| 263 | Шуховцев Евгений Герасимович             | 07.05.1927 — 29.11.1997 | Бригадир комплексной бригады колхоза имени Шевченко Октябрьского района Челябинской области | 08.04.1971      | сельхоз            | Октябрьский район              | [ ГС 257 ] |
| 264 | Юлле Александр Августович                | 23.08.1935 — 02.07.1994 | Тракторист совхоза «Лазурный» Красноармейского района Челябинской области | 15.12.1972      | сельхоз            | *Алтайский край                | [ ГС 258 ] |

## Уроженцы Челябинской области, удостоенные звания Героя Социалистического Труда в других регионах СССР
| № | Фамилия, имя, отчество    | Даты жизни              | Деятельность                                                       | Дата присвоения                  | Отрасль  | Место рождения | ГС       |
| - | ------------------------- | ----------------------- | ------------------------------------------------------------------ | -------------------------------- | -------- | -------------- | -------- |
| 1 | Курчатов Игорь Васильевич | 21.01.1903 — 07.02.1960 | Директор Института атомной энергии Академии наук СССР, гор. Москва | 29.10.1949 08.12.1951 04.01.1954 | атомпром | Ашинский район | [ ГС 1 ] |

| №  | Фамилия, имя, отчество          | Даты жизни              | Деятельность | Дата присвоения | Отрасль        | Место рождения         | ГС        |
| -- | ------------------------------- | ----------------------- | --- | --------------- | -------------- | ---------------------- | --------- |
| 1  | Барышников Валентин Леонидович  | 23.07.1914 — 25.04.1988 | Управляющий трестом «Уралэлектросетьстрой» Министерства энергетики и электрификации СССР, гор. Свердловск | 20.04.1971      | энергетика     |                        |           |
| 2  | Беляев Александр Алексеевич     | 04.07.1918 — 12.10.2002 | Бригадир очистной бригады Берёзовского рудника имени С. М. Кирова комбината «Уралзолото» Министерства цветной металлургии СССР, Свердловская область                                                              | 30.03.1971      | металлургия    | Нязепетровский район   | [ ГС 2 ]  |
| 3  | Бородулин Василий Иванович      | 28.12.1931 — 10.01.2024 | Машинист бульдозера, бригадир треста «Краснодаргидрострой» Министерства мелиорации и водного хозяйства РСФСР, гор. Краснодар                                                                                      | 08.04.1971      | мелиоводхоз    | Красноармейский район  | [ ГС 3 ]  |
| 4  | Брунштейн Борис Ильич           | 19.10.1929 — 08.04.1995 | Главный зоотехник совхоза «Кустанайский» Комсомольского района Кустанайской области | 22.03.1966      | сельхоз        | Чесменский район       | [ ГС 4 ]  |
| 5  | Бычкова Анна Николаевна         | 19.06.1886 — 05.07.1985 | Ветеран революционного движения, гор. Свердловск | 18.06.1976      | госуправление  | Нязепетровский район   | [ ГС 5 ]  |
| 6  | Ваганова Анна Ивановна          | 22.02.1922 — 19.06.1994 | Слесарь Жовтневого отделения Решетиловского районного объединения «Сельхозтехника», Полтавская область | 08.04.1971      | сельхоз        | Копейск                | [ ГС 6 ]  |
| 7  | Власов Павел Семёнович          | 21.09.1901 — 18.06.1987 | Директор Новосибирского завода химконцентратов Министерства среднего машиностроения СССР | 26.04.1971      | атомпром       | Кыштым                 | [ ГС 7 ]  |
| 8  | Ворошилова Зинаида Ивановна     | 05.03.1924 — 20.05.2005 | Начальник цеха клеточных несушек Серовской птицефабрики треста «Птицепром», Свердловская область | 08.04.1971      | сельхоз        | Верхний Уфалей         | [ ГС 8 ]  |
| 9  | Герасимов Сергей Аполлинариевич | 21.05.1906 — 28.11.1985 | Кинорежиссёр, сценарист, киноактёр и педагог, народный артист СССР, гор. Москва | 03.09.1974      | культура       | Чебаркульский район    | [ ГС 9 ]  |
| 10 | Данилов Валентин Иванович       | 13.04.1911 — 22.06.1987 | Мастер вагонного депо Свердловск-Сортировочный Свердловской железной дороги, Свердловская область | 04.08.1966      | транспорт      | Верхний Уфалей         | [ ГС 10 ] |
| 11 | Елисеев Иван Васильевич         | 14.07.1909 — 21.08.1981 | Директор Североуральских бокситовых рудников Свердловского совнархоза | 09.06.1961      | металлургия    | Кыштым                 | [ ГС 11 ] |
| 12 | Ёлышев Геннадий Александрович   | 06.10.1925 — 27.07.1989 | Машинист экскаватора Южного угольного карьера треста «Вахрушевуголь» комбината «Свердловскуголь» Министерства угольной промышленности СССР, гор. Карпинск Свердловской области                                    | 29.06.1966      | углепром       |                        | [ ГС 12 ] |
| 13 | Ерпылёв Виктор Михайлович       | 02.05.1933 — 25.04.1995 | Директор шахты «Нагорная» производственного объединения «Гидроуголь» Министерства угольной промышленности СССР, гор. Новокузнецк Кемеровской области                                                              | 12.08.1980      | углепром       | Троицк                 | [ ГС 13 ] |
| 14 | Зайцев Александр Михайлович     | 29.10.1906 — 11.12.1980 | Секретарь Каа-Хемского райкома КПСС, Тувинская автономная область | 10.06.1949      | госуправление  | Аргаяшский район       | [ ГС 14 ] |
| 15 | Запонова Калерия Фёдоровна      | 24.04.1923 — 24.03.2013 | Технолог Кировградского медеплавильного комбината имени С. М. Кирова Министерства цветной металлургии СССР, Свердловская область                                                                                  | 20.05.1966      | металлургия    | Саткинский район       | [ ГС 15 ] |
| 16 | Кабанов Анатолий Яковлевич      | 30.03.1914 — 25.07.1978 | Директор Богословского алюминиевого завода Министерства цветной металлургии СССР, Свердловская область | 20.05.1966      | металлургия    | Златоуст               | [ ГС 16 ] |
| 17 | Коврижкина Анна Филипповна      | 1927 — ????             | Формовщица завода «Целиноградсельмаш» Министерства тракторного и сельскохозяйственного машиностроения СССР, Целиноградская область                                                                                | 05.04.1971      | машиностроение | Верхнеуральский район  | [ ГС 17 ] |
| 18 | Кузнецов Владимир Дмитриевич    | 12.05.1887 — 13.10.1963 | Директор Сибирского физико-технического научно-исследовательского института при Томском государственном университете, член-корреспондент Академии наук СССР                                                       | 12.07.1957      | наука          | Миасс                  | [ ГС 18 ] |
| 19 | Лещенко Александр Ильич         | 24.12.1923 — 08.08.1984 | Бригадир слесарей Запорожского завода имени 50-летия СССР Министерства электронной промышленности СССР | 12.08.1975      | электронпром   | Челябинск              | [ ГС 19 ] |
| 20 | Мартюшёва Анна Дмитриевна       | 26.05.1928 — 10.04.1995 | Раскройщица Свердловского производственного объединения «Уралобувь» Министерства лёгкой промышленности РСФСР | 05.04.1971      | легпром        |                        | [ ГС 20 ] |
| 21 | Назаров Михаил Николаевич       | 03.10.1920 — 20.03.2015 | Первый секретарь Чайковского горкома КПСС, Пермская область | 05.04.1971      | госуправление  | Аргаяшский район       | [ ГС 21 ] |
| 22 | Новоточин Николай Васильевич    | 30.07.1927 — 25.04.2013 | Бригадир горнорабочих очистного забоя шахты «Нагольчанская» № 4 комбината «Донбассантрацит» Министерства угольной промышленности Украинской ССР, Ворошиловградская область                                        | 30.03.1971      | углепром       |                        | [ ГС 22 ] |
| 23 | Орлов Константин Степанович     | 08.09.1912 — 17.12.2002 | Машинист паровозного депо Сковородино Амурской железной дороги, Амурская область | 01.08.1959      | транспорт      | Каслинский район       | [ ГС 23 ] |
| 24 | Павлова Таисия Григорьевна      | род. 1929               | Клепальщица завода № 84 Совнархоза Узбекской ССР, гор. Ташкент | 02.03.1962      | машиностроение |                        | [ ГС 24 ] |
| 25 | Первухин Михаил Георгиевич      | 14.10.1904 — 22.07.1978 | Заместитель председателя Первого Главного управления при Совете Министров СССР, гор. Москва | 29.10.1949      | атомпром       | Катав-Ивановский район | [ ГС 25 ] |
| 26 | Петров Леонид Фёдорович         | род. 17.03.1928         | Машинист экскаватора Соколовско-Сарбайского горнообогатительного комбината, Кустанайская область | 28.05.1960      | металлургия    | Верхнеуральский район  | [ ГС 26 ] |
| 27 | Петухов Фёдор Дмитриевич        | 26.01.1923 — 23.12.1999 | Сталевар мартеновского цеха Верх-Исетского металлургического завода Свердловского совнархоза | 19.07.1958      | металлургия    |                        |           |
| 28 | Плотников Юрий Петрович         | 15.02.1935 — 13.07.2005 | Бригадир дорожных рабочих Богучанского строительного строительного управления № 38 треста «Ангаралесстрой» Министерства лесной, целлюлозно-бумажной и деревообрабатывающей промышленности СССР, Красноярский край | 22.05.1986      | леспром        | Верхнеуральский район  | [ ГС 27 ] |
| 29 | Привалов Алексей Иванович       | 25.02.1906 — 21.12.1995 | Главный конструктор агрегатного завода «Универсал» Министерства авиационной промышленности СССР, гор. Москва | 23.12.1976      | машиностроение | Катав-Ивановский район | [ ГС 28 ] |
| 30 | Привалов Виталий Иванович       | 29.01.1910 — 1985       | Директор Государственного завода «Большевик» Ленинградского совнархоза | 21.05.1963      | машиностроение | Кыштым                 | [ ГС 29 ] |
| 31 | Самойленко Юрий Николаевич      | род. 08.10.1949         | Заместитель главного инженера Чернобыльской АЭС по дезактивации Министерства среднего машиностроения СССР, Киевская область                                                                                       | 24.12.1986      | атомпром       | Челябинск              | [ ГС 30 ] |
| 32 | Сапожников Николай Петрович     | 06.12.1913 — 17.07.1985 | Старший мастер Череповецкого металлургического завода Министерства чёрной металлургии СССР, Вологодская область                                                                                                   | 30.03.1971      | металлургия    | Верхнеуральский район  | [ ГС 31 ] |
| 33 | Семёнов Николай Михайлович      | 28.11.1935 — 14.09.2010 | Тракторист-комбайнёр совхоза «Ленинский» Карасуского района Кустанайской области | 10.12.1973      | сельхоз        | Саткинский район       | [ ГС 32 ] |
| 34 | Серебряков Иван Иосифович       | 05.12.1930 — 03.12.1992 | Машинист экскаватора рудника «Мирный» треста «Якуталмаз» Министерства цветной металлургии СССР, Якутская АССР | 20.05.1966      | металлургия    | Октябрьский район      | [ ГС 33 ] |
| 35 | Соколов Александр Васильевич    | 09.12.1922 — 01.02.1999 | Директор конезавода № 9 Пермского района Пермской области | 22.03.1966      | сельхоз        | Ашинский район         | [ ГС 34 ] |
| 36 | Стариков Вадим Никонорович      | 1912 — ????             | Главный агроном районного отдела сельского хозяйства Алтайского района Хакасской автономной области | 07.01.1948      | сельхоз        |                        |           |
| 37 | Уфимцев Николай Григорьевич     | 27.11.1923 — 26.01.2000 | Токарь-карусельщик Уральского завода химического машиностроения Министерства химического и нефтяного машиностроения СССР, Свердловская область                                                                    | 20.04.1971      | машиностроение | Каслинский район       | [ ГС 35 ] |
| 38 | Фадеев Фёдор Григорьевич        | род. 26.06.1926         | Машинист паровоза локомотивного депо Брест-Восточный Белорусской железной дороги, Брестская область | 01.08.1959      | транспорт      | Карталинский район     | [ ГС 36 ] |
| 39 | Федякин Александр Васильевич    | 10.12.1930 — 31.03.2007 | Первый секретарь Комсомольского райкома Компартии Казахстана, Кустанайская область | 19.02.1981      | госуправление  | Троицкий район         | [ ГС 37 ] |
| 40 | Хоружева Анна Яковлевна         | 1919 — ????             | Доярка Фрунзенской экспериментальной фермы Киргизского научно-исследовательского института животноводства | 16.10.1950      | сельхоз        | Октябрьский район      | [ ГС 38 ] |

## Герои Социалистического Труда, прибывшие в Челябинскую область на постоянное проживание из других регионов
| №  | Фамилия, имя, отчество         | Даты жизни              | Деятельность | Дата присвоения | Отрасль       | Место проживания      | ГС        |
| -- | ------------------------------ | ----------------------- | --- | --------------- | ------------- | --------------------- | --------- |
| 1  | Венедиктов Валерий Николаевич  | 13.06.1924 — 30.11.1995 | Главный конструктор Уральского конструкторского бюро транспортного машиностроения Министерства оборонной промышленности СССР, генерал-майор-инженер, Свердловская область                             | 15.09.1976      | оборонпром    | Челябинск             | [ ГС 1 ]  |
| 2  | Волосян Анастасия Михайловна   | 1917 — ????             | Звеньевая Весёло-Подолянского свеклосовхоза Министерства пищевой промышленности СССР, Семёновский район Полтавской области                                                                            | 29.08.1949      | сельхоз       |                       |           |
| 3  | Гречишников Владимир Фёдорович | 27.06.1917 — 15.08.1958 | Заместитель главного конструктора КБ-11 Первого Главного управления Совета Министров СССР, Горьковская область                                                                                        | 04.01.1954      | атомпром      | Снежинск              | [ ГС 2 ]  |
| 4  | Грешнев Иван Дмитриевич        | 1911 — ????             | Плавильщик Московского завода алюминиевых сплавов Московского городского совнархоза | 09.06.1961      | металлургия   |                       |           |
| 5  | Давыденко Иван Миронович       | 06.07.1933 — 16.09.2001 | Бригадир слесарей-монтажников специализированного управления № 1 треста «Нефтепроводмонтаж» Министерства строительства предприятий нефтяной и газовой промышленности СССР, гор. Казань Татарской АССР | 05.10.1973      | строительство | Челябинск             | [ ГС 3 ]  |
| 6  | Забабахин Евгений Иванович     | 16.01.1917 — 27.12.1984 | Начальник отдела КБ-11 Первого Главного управления Совета Министров СССР, Горьковская область | 04.01.1954      | атомпром      | Снежинск              | [ ГС 4 ]  |
| 7  | Заведеев Владимир Николаевич   | 09.11.1934 — 02.05.2021 | Проходчик шахты «Молодёжная» производственного объединения «Карагандауголь» Министерства угольной промышленности СССР, Карагандинская область                                                         | 29.04.1986      | углепром      | Златоуст              |           |
| 8  | Константинов Фёдор Васильевич  | 1910 — ????             | Председатель сельхозартели «Красная крепость» Конюховского района Северо-Казахстанской области | 11.01.1957      | сельхоз       | Челябинск             | [ ГС 5 ]  |
| 9  | Минеева Екатерина Романовна    | 18.03.1922 — 17.10.1998 | Телятница колхоза имени Свердлова Куртамышского района Курганской области | 22.03.1966      | сельхоз       | Коркино               | [ ГС 6 ]  |
| 10 | Панченко Алексей Васильевич    | 17.01.1925 — 10.02.2005 | Старший мастер Карагандинского металлургического завода Министерства чёрной металлургии СССР | 22.03.1966      | металлургия   | Магнитогорск          | [ ГС 7 ]  |
| 11 | Ручкин Василий Фёдорович       | 05.04.1929 — 08.09.2013 | Составитель поездов станции Свердловск-Сортировочный Свердловской железной дороги, Свердловская область                                                                                               | 01.08.1959      | транспорт     | Снежинск              | [ ГС 8 ]  |
| 12 | Степанюк Алексей Сергеевич     | 03.03.1922 — 31.08.1987 | Семеноводческий совхоз «Сибиряк» Министерства совхозов СССР, Тулунский район Иркутской области | 03.05.1948      | сельхоз       | Магнитогорск          | [ ГС 9 ]  |
| 13 | Степанюк Григорий Васильевич   | 08.03.1934 — 07.02.2008 | Тракторист-машинист совхоза «Пятигорский» Державинского района Тургайской области | 10.02.1975      | сельхоз       | Красноармейский район | [ ГС 10 ] |
| 14 | Титарь Анастасия Леонтьевна    | 1912 — ????             | Звеньевая колхоза имени Ильича Коломакского района Харьковской области | 16.02.1948      | сельхоз       |                       |           |
| 15 | Тишуров Вячеслав Алексеевич    | 08.02.1943 — 02.02.2025 | Бригадир буровой бригады Приаргунского горно-химического комбината Министерства среднего машиностроения СССР, Читинская область                                                                       | 28.11.1980      | атомпром      | Трёхгорный            | [ ГС 11 ] |